# Anatolij Pepeljaev
Anatolij Nikolaevič Pepeljaev (in russo Анатолий Николаевич Пепеляев?, trasl. angl.: Anatoly Nikolayevich Pepelyayev; Tomsk, 15 agosto 1891 – Novosibirsk, 14 gennaio 1938) è stato un militare russo, tenente colonnello dell'Esercito imperiale russo durante la prima guerra mondiale e poi dell'Armata Bianca durante la guerra civile russa.
Prestò servizio sotto Aleksandr Vasil'evič Kolčak nella regione siberiana. Fu l'ultimo soldato Bianco ad arrendersi ai bolscevichi. Suo fratello maggiore Viktor Pepeljaev fu primo ministro nel governo di Kolčak, il Governo provvisorio della Siberia autonoma.

## Marcia Trans-Siberiana
Conseguì la laurea nel 1910 presso la Scuola Militare Paul, partecipando alla prima guerra mondiale con il grado di tenente colonnello, distinguendosi sul campo, sia a Przasnysz che a Soldau. Dopo la Rivoluzione russa, divenne leader del movimento Bianco nella sua nativa Siberia, precisamente nella città di Tomsk, unendo le forze con le legioni cecoslovacche.
Nell'estate del 1918 il corpo militare di Pepeljaev, nel tentativo di contrastare l'armata rossa, venne coinvolto in una spedizione verso est, lungo la ferrovia transiberiana. Grazie a questa spedizione i Bianchi riuscirono ad avere sotto il loro controllo diretto la Siberia. Il 18 giugno 1918 Pepeljaev entrò a Krasnojarsk, il 26 agosto 1918 avanzò nell'estremo oriente russo, verso Čita, già occupata dai giapponesi dal giorno prima, avendo rovesciato il governo dei bolscevichi locali. Quindi, dopo aver attraversato la Buriazia e la Transbajkalia, le forze di Pepeljaev si riunirono, all'inizio del settembre 1918, con i cosacchi dell'Amur della brigata Grigorij Semënov.

## Servizio sotto Kolčak
Nel dicembre 1918, essendo state sconfitte le blande milizie bolsceviche orientali, le forze di Pepeljaev ripresero la loro marcia, questa volta verso ovest. La sua più grande vittoria fu la conquista di Perm', dove, il 24 dicembre 1918, circa 20.000 soldati dell'Armata Rossa furono fatti prigionieri, ma la progettata presa di Vjatka fu ostacolata da intense gelate. A questo punto la posizione di Pepeljaev si offuscò. Il suo esercito era avanzato più velocemente delle linee di rifornimento, ormai esaurito da molti mesi di guerre incessanti, mentre l'Armata Rossa stava riversando nella zona sempre più truppe.
La presa di Glazov del 2 giugno 1919 fu il suo ultimo grande successo. Nei mesi successivi, la Prima Armata siberiana di Pepaljev subì una serie di battute d'arresto ripiegando su Tobol'sk, dove furono costretti a un'ultima resistenza contro i bolscevichi. Entro la fine dell'anno, l'Armata Bianca venne sconfitta, e costretta ad abbandonare, prima Omsk e poi Tomsk.
Verso la metà dicembre del 1919,  avvenne un furioso conflitto tra Pepeljaev e Kolčak. In quell'occasione Pepeljaev rese pubblica la necessità di arrestare l'Ammiraglio Bianco. Furono riconciliati da Viktor Pepeljaev, il fratello ministro, ma poi Anatolij fu congedato per tifo e trasferito per la convalescenza a Harbin (Manciuria). Il 4 gennaio 1920 Kolčak si dimise da dittatore dei bianchi, conferendo la carica, oramai simbolica, a Denikin, in esilio in Francia, e consegnando il comando delle rimanenti truppe all'atamano Grigorij Michailovič Semënov. Frattanto l'Armata Rossa premeva su Irkutsk, già consegnata ai bolscevichi locali il 20 gennaio 1920, con Kolčak tratto in arresto e fucilato il 7 febbraio 1920 insieme al fratello di Pepeljaev, Viktor. Nel frattempo, il governo provvisorio siberiano si sfaldò, ponendo termine ad ogni resistenza dei bianchi nella regione a ovest del Bajkal. I resti dell'esercito di Pepalijev si unirono all'esercito di Vladimir Kappel' attraversando il Lago Bajkal ghiacciato. Durante la Grande marcia sul ghiaccio siberiano si unirono a loro volta con l'esercito di Semënov, il quale, nel frattempo, aveva creato nel territorio sotto protezione giapponese, uno stato secessionista, lo Stato cosacco di Transbajkalia. Ma il 21 novembre 1920 anche la Buriazia-Transbajkalia venne conquistata dall'Armata Rossa, dopo che i giapponesi avevano volontariamente lasciato il territorio. Il 27 maggio 1921 nella Repubblica dell'Estremo Oriente le armate bianche rimasero bloccate presso il fiume Amur sul territorio del Governo provvisorio del Priamur'e, adiacente al Kraj di Chabarovsk nella Repubblica Ucraina dell'Estremo Oriente. Solo la Jacuzia restava ancora libera dalla presenza dell'Armata Rossa.

## "Pepeljaevščina"
Durante la convalescenza ad Harbin, l'ex generale venne impiegato in mansioni umili, fra cui il falegname e il tassista di risciò. Eppure, nutriva l'intenzione di strappare la Siberia ai bolscevichi. Frattanto, il 23 marzo 1922, si arrivò al culmine della rivolta jakuta: l'Armata popolare jakuta conquistò i principali centri abitati, tra cui la città di Jakutsk, mentre a Čurapča fu imposto un Governo Provvisorio Popolare regionale jakuto. In questa veste, il 31 agosto 1922, Pepelyayev e 553 soldati volontaria della "Družina" intrapresero l'ultima grande operazione della guerra civile. Giunti a Vladivostok, dove ancora dominavano i giapponesi, navigarono nel Mare di Ochotsk, sbarcando al porto di Ochotsk con l'obiettivo di penetrare verso ovest nel paese montagnoso accidentato ed unirsi agli Jakuzi.
Nel settembre del 1922, Pepeljaev risalì il fiume siberiano della Ochota allo scopo di conquistare Jakutsk. Le sue truppe si sparpagliarono per la Jakuzia, ma, nel frattempo, il 25 ottobre 1922, le ultime truppe dell'Intesa antibolscevica abbandonarono Vladivostok. Anche le ultime armate bianche insaccate nel Governo provvisorio del Priamur'e si rifugiarono in Manciuria. Così, i 750 uomini di Pepeljaev in marcia da Ajan verso Jakutsk, appresa la notizia, si asserragliarono nella zona, nella cosiddetta Pepeljaevščina, composta dalle città di Ajan, Ochotsk, e Nelkan. Numericamente più deboli, furono sconfitti. Il 12 febbraio 1923 l'Armata Rossa sconfisse i Pepeljaevisti nei pressi della città di Sasyl-Sasyg, che si rifugiarono nella città di Amga. Il 24 aprile 1923 due navi sovietiche partirono da Vladivostok per Ajan con un contingente dell'Armata Rossa allo scopo di eliminare l'ultima sacca di resistenza bianca ancora presente nella regione della Pepeljaevščina. Dopo aver abbandonato l'insediamento chiave di Amga, Pepeljaev si mise in marcia verso il Pacifico, nella speranza passare per Sachalin, dove erano ancora presenti i giapponesi. Ma tale campagna finale, tra l'1 e il 2 maggio 1923, lo vide sconfitto nei pressi di Ochotsk. Pepeljaev si arrese ai bolscevichi dopo l'assedio del borgo marinaro di Ajan il 17 giugno 1923. Il generale Anatolij Pepeljaev, 103 funzionari e 230 soldati, gli ultimi bianchi rimasti, furono catturati e trasportati a Vladivostok. Questo fu l'ultimo evento bellico della guerra civile russa.

## Carcere e morte
Il tenente generale Pepeljaev fu processato dal tribunale militare di Vladivostok e condannato a morte per fucilazione. Dopo aver chiesto a Michail Kalinin il perdono, la pena fu commutata in dieci anni di prigione. Trascorse la detenzione nel carcere di Jaroslavl', quindi nella fortezza-prigione di Butyrka. Pepeljaev fu scarcerato il 6 giugno 1936 e successivamente impiegato come carpentiere a Voronež. Nel mese di agosto del 1937, durante le Grandi purghe, fu nuovamente arrestato, e condotto a Novosibirsk, con l'accusa di aver creato un'organizzazione controrivoluzionaria, condannato a morte e giustiziato il 14 gennaio 1938 insieme a Ivan Strod e considerati "nemici del popolo". Pepeljaev fu scagionato da queste accuse e riabilitato soltanto nel 1989.

## Premi e onorificenze
- Ordine di Sant'Anna, 4º di classe con la scritta "per il coraggio", 3º di classe e 2º di classe
- Ordine di San Stanislao classi, 3º e 2 °
- Ordine di San Vladimiro, 4º di classe, con spade e arco
- Ordine di San Giorgio, 4º di classe (27 gennaio 1917)
- Spada d'oro al coraggio (27 settembre 1916)